# Torsten Blomkvist
Torsten Gunnar Blomkvist, född 2 oktober 1912 i Knista församling, Örebro län, död 23 augusti 1967 i Kungsholms församling, Stockholm, var en svensk översättare från engelska.
Efter juridikstudier, följda av studier i engelska, nordiska språk och litteraturhistoria arbetade Blomkvist en kort tid som utrikesredaktör på Tidningarnas telegrambyrå samt på en reklambyrå.
1945 började han göra översättningar åt tidskrifter som All världens berättare och Vecko-Journalen och blev inom kort översättare på heltid. Han blandade översättandet av enklare underhållningsromaner, inte minst en rad Agatha Christie-deckare, med mer kvalificerad litteratur, bland annat Ralph Ellisons Invisible man (Osynlig man), Karen Blixen och Saul Bellow.